# 劉葵 (隆慶進士)
劉葵（1535年—？），字効忠，羽林前衛官籍，順天府通州人，明朝政治人物。

## 生平
嘉靖四十三年（1564年）甲子科順天府鄉試第七名舉人。隆慶二年（1568年）中式戊辰科會試第六十三名，二甲第五十九名進士。萬曆七年（1579年）官山西按察司佥事，分巡北路兵备，萬曆十年（1582年）十一月升右参议，升副使，十六年十一月升陕西右参政、分守西宁，晋按察使，十九年閏三月调任山西按察使，驻札偏关，管偏老岢岚等处兵备，不久被兵科张应登题参非边材，且有烦议，被降职调用，降山西阳和兵备参政，二十二年十一月恢復山西按察使銜，二十三年九月升山东右布政使，升都察院右副都御史、巡抚延绥，二十七年五月去职。

## 家族
曾祖劉綱，百戶；祖父劉昇，百戶；父劉輔，母康氏。具庆下。兄宗皋，百户。弟宗稷、宗契、仲葵、叔葵。